# Antanosy (langue)
Pour les articles homonymes, voir Antanosy.
L'antanosy (ou tanosy) est une langue malayo-polynésienne parlée à Madagascar par le peuple Antanosy. C'est un dialecte du malgache.

## Caractéristiques
Elle partage des caractéristiques similaires aux langues du sud de Madagascar tel que les langues Antandroy, Antesaka et Bara.

## Localité
Elle est principalement parlée autour de la ville de Fort-dauphin.

## Système d'écriture
Elle est generalement écrite en écriture latine mais en caractère arabe dans le passé. C'est la première langue malgache à être écrite en écriture latine. Flacourt montre dans son livre l'histoire de l'Isle de Madagascar une traduction de prières chrétiennes en langue Antanosy.

## Nombre de locuteurs
Elle est parlée environ par 761000 locuteurs.